# Hard Boiled (film 1925)
Hard boiled è una comica muta del 1925 diretta da Leo McCarey con protagonista Charley Chase.
Il film fu distribuito il 15 marzo 1925.